# James De Carle Sowerby
Pour les articles homonymes, voir Sowerby.
James De Carle Sowerby est un minéralogiste et un illustrateur britannique, né en 1787 et mort en 1871.
Il reçoit une formation en chimie. Avec son frère, George Brettingham Sowerby I (1788-1854), il continue l'œuvre de son père, James Sowerby (1757-1822), sur les coquillages fossiles de Grande-Bretagne intitulée Mineral Conchology of Great Britain.
Avec un cousin, il fonde la Royal Botanic Society and Gardens dont il sera le secrétaire durant 30 ans.

## Source
- Traduction de l'article de langue anglaise de Wikipédia.